# いわさゆうこ
いわさ ゆうこ（岩佐 祐子、1946年 - ）は、日本の絵本作家、イラストレーター。宮城県仙台市出身、東京都在住。武蔵野美術大学造形学部油絵科卒業。
絵本図鑑シリーズなど、植物をテーマにした作品が多い。

## 著書一覧
- 親と子の草あそび花あそび（1990年2月、グループ・コロンブス、上泉均、文化出版局）
- ついてきた くま（1990年5月、文化出版局）
- ひろってうれしい知ってたのしいどんぐりノート（1995年10月、文化出版局）
- 20本の木のノート であってうれしい 木はともだち（1997年6月、文化出版局）
- 木の実ノート みつけてうれしい あそんでゆかいな（1999年9月、文化出版局）
- まつぼっくりノート ひろってふしぎつくってたのしい（2001年11月、文化出版局）
- うみにあいに（2003年5月、アリス館）
- 野の草ノート であってうれしい草はともだち（2004年4月、文化出版局）
- 野の草なまえノート 知ってたのしいみてなるほど（2005年11月、文化出版局）
- どんぐり見聞録（2006年10月、山と溪谷社）
- コロコロどんぐりみゅーじあむ（2007年11月、アリス館）
- やさいノート 知ってとくする食べておいしい（2008年6月、文化出版局）
- 木のなまえノート 知ってそうなの?会えてなるほど（2010年3月、文化出版局）
- どんぐりハンドブック（2010年10月30日、文一総合出版、監修:八田洋章）
- きゃっきゃキャベツ（2012年5月1日、童心社）